# Krasopani hera

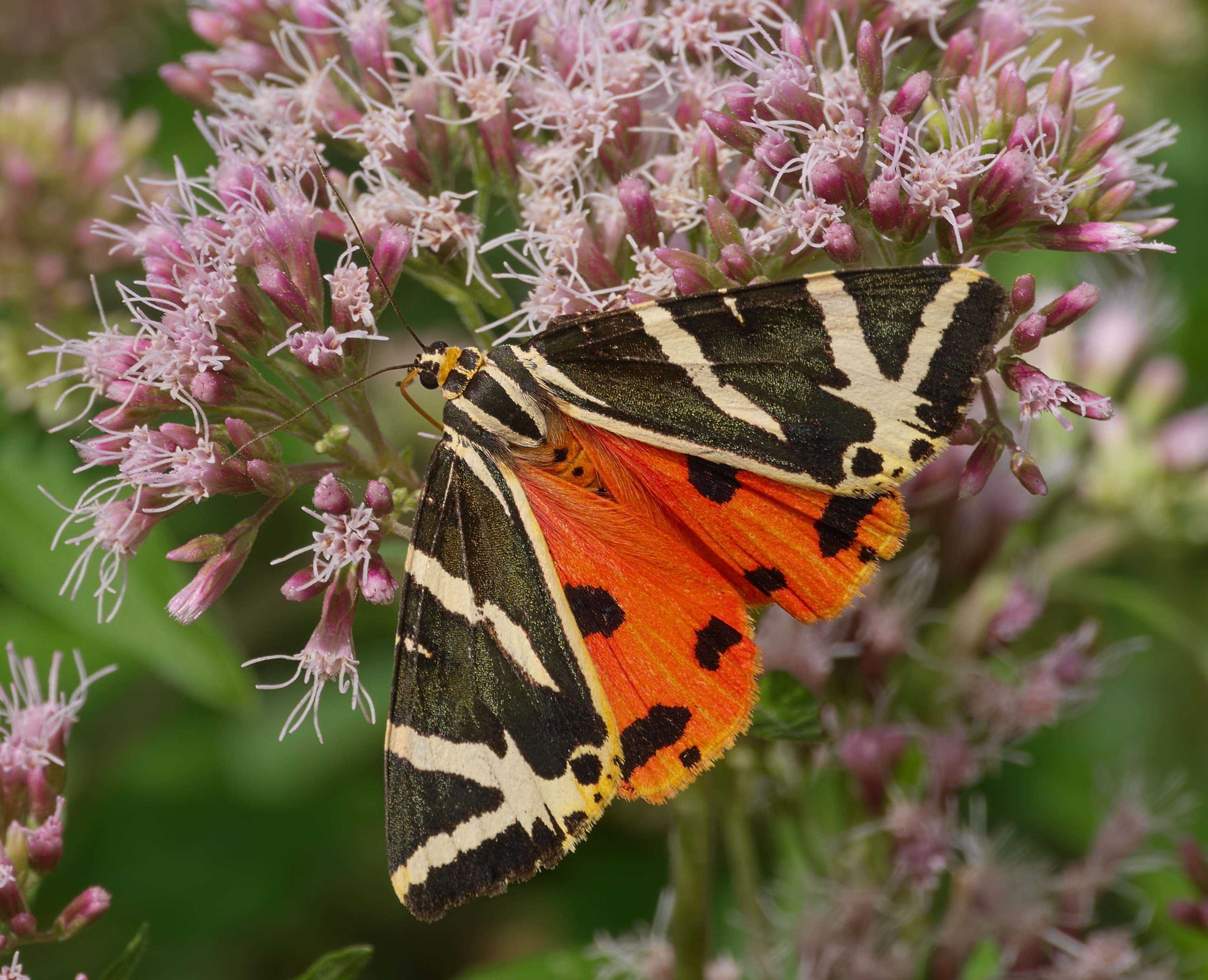
Krasopani hera na kwiatach sadźca konopiastego

Krasopani hera (Euplagia quadripunctaria) – owad z rzędu motyli.

## Morfologia i biologia
Rozpiętość skrzydeł do 52–58 mm. Przednie skrzydła czarne z ukośnymi, biało-żółtymi paskami. Tylne skrzydła pomarańczowo-czerwone z czarnymi plamami. Owady dorosłe występują w lipcu i sierpniu. Żywią się nektarem ostów. Gąsienice żywią się roślinami zielonymi takimi jak jasnota, wierzbownica, leszczyna, malina, wiciokrzew, żarnowiec, pokrzywa zwyczajna, sadziec konopiasty. Zimują gąsienice.

## Rozmieszczenie geograficzne
Krasnopani hera występuje w Europie Środkowej i Południowej, centralnej Rosji oraz Azji Mniejszej. W Polsce spotykany pojedynczo w górach i na Pogórzu Karpackim. Dawniej występował na terenie obecnego województwa zachodniopomorskiego, ale na tym terenie zaniknął. Podczas monitorngu w latach 2006-2007 potwierdzono występowanie tego gatunku w Pieninach (Grabczychy, Podskalnia Góra, Macelowy Wąwóz, Kosarzyska), na Pogórzu Strzyżowskim i Pogórzu Przemyskim (7 stanowisk). Do typowych biotopów tego motyla należą nasłonecznione stoki górskie oraz doliny strumieni i skaliste wąwozy.

## Zagrożenie i ochrona
W Polsce, na mocy rozporządzenia Ministra Środowiska, jest objęty ochroną ścisłą. Umieszczony jest również w załączniku II i IV dyrektywy siedliskowej.